# アッサーゴ
アッサーゴ（伊: Assago）は、イタリア共和国ロンバルディア州ミラノ県にある、人口約8,900人の基礎自治体（コムーネ）。

## 地理

### 位置・広がり

#### 隣接コムーネ
隣接するコムーネは以下の通り。
- ブッチナスコ
- ミラノ
- ロッツァーノ
- ジービド・サン・ジャコモ

### 地震分類
イタリアの地震リスク階級 (it) では、4 に分類される
。

## 行政

### 分離集落
アッサーゴには、以下の分離集落（フラツィオーネ）がある。
- Cascina Bazzana, Cascina Bazzanella, Cascina Venina

## 姉妹都市
- Nozay、フランス 2006年
- Střelice、チェコ 2006年